# Agatha Morton
Agnes Mary „Agatha“ Morton (* 6. März 1872 in Halstead, Essex; † 5. Februar 1952 in Kensington, London) war eine britische Tennisspielerin aus England.

## Biografie
Agatha Morton wurde als Agnes Mary Morton geboren, wurde jedoch schon in jungen Jahren Agatha genannt und erlangte auch so als Spielerin Bekanntheit. Als Tochter eines Rechtsanwalts aus Berwick-upon-Tweed erlernte sie das Tennisspielen in ihrer Geburtsstadt Halstead.
Erste Bekanntheit erlangte sie durch den Titel bei den englischen Meisterschaften im Doppel, wo sie mit Charlotte Cooper 1902 gewann. Das Damen-Doppel erlangte erst 1913 volle Anerkennung zu den Wimbledon Championships. Bei der zweiten Austragung 1914 gewann sie mit ihrer Doppelpartnerin Elizabeth Ryan gegen Edith Hannam und Ethel Thomson Larcombe mit 6:1, 6:3 den Titel. Im Mixed-Doppel gewann Morton mit Herbert Roper Barrett 1909 den Titel, der aber ebenfalls erst später – ab 1913 – den vollen Status als Teil von Wimbledon erhielt.
Im Einzel erreichte Morton in den Jahren 1902, 1904, 1908 und 1909 jeweils das Finale der Wimbledon Championships, verlor dieses aber 1902 gegen Muriel Robb, 1904 und 1908 gegen Charlotte Cooper, und 1909 gegen Dora Boothby.  Bei den Olympischen Spielen 1908 in London verpasste sie eine Medaille. Sie verlor die Viertelfinalbegegnung gegen Dorothea Douglass, die später Gold gewann, mit 2:6, 3:6.
Sie spielte einige regionale Turniere in England, Frankreich und Deutschland. Nach dem Ersten Weltkrieg nahm sie an keinen weiteren Turnieren mehr teil. 1925 heiratete sie Sir Hugh Houghton Stewart, 4. Baronet (of Athenree) (1858–1942), wodurch sie den Höflichkeitstitel Lady Stewart erlangte.

## Erfolge

### Einzel

#### Finalteilnahmen
| Nr. | Datum         | Turnier       | Belag | Finalgegnerin           | Ergebnis      |
| --- | ------------- | ------------- | ----- | ----------------------- | ------------- |
| 1.  | 2. Juli 1902  | Wimbledon (1) | Rasen | Muriel Robb             | 2:6, 4:6      |
| 2.  | 29. Juni 1904 | Wimbledon (2) | Rasen | Charlotte Cooper-Sterry | 3:6, 3:6      |
| 3.  | 3. Juli 1908  | Wimbledon (3) | Rasen | Charlotte Cooper-Sterry | 4:6, 4:6      |
| 4.  | 3. Juli 1909  | Wimbledon (4) | Rasen | Dora Boothby            | 4:6, 6:4, 6:8 |

### Doppel

#### Turniersiege
| Nr. | Datum        | Turnier   | Belag | Partnerin      | Finalgegnerinnen                    | Ergebnis |
| --- | ------------ | --------- | ----- | -------------- | ----------------------------------- | -------- |
| 1.  | 4. Juli 1914 | Wimbledon | Rasen | Elizabeth Ryan | Ethel Thomson Larcombe Edith Hannam | 6:1, 6:3 |